# Бреннеман, Эми
Эми Фредерика Бреннеман (англ. Amy Frederica Brenneman, род. 22 июня 1964) — американская актриса, продюсер и сценарист, пятикратный номинант на премию «Эмми» и трёхкратный на «Золотой глобус». Она наиболее известна по ролям в телесериалах «Полиция Нью-Йорка», «Справедливая Эми», «Оставленные» и «Частная практика». Среди её самых известных работ в кино выделяется роли в фильмах «Схватка», «Страх», «Дневной свет», «Жизнь по Джейн Остин» и «88 минут».

## Ранние годы
Бреннеман родилась в Нью-Лондоне, штат Коннектикут. Её мать была судьёй, а отец адвокатом. Эми выросла в Гластонбери, Коннектикут, где начала выступать в местном театре. Окончила Гарвардский университет в 1987 году.

## Карьера
Бреннеман дебютировала в 1992 году в одном из эпизодов сериала «Она написала убийство». Спустя год она добилась национального признания за созданный ею образ детектива Дженис Ликасли в телесериале «Полиция Нью-Йорка». Она снялась в первом сезоне, а также в нескольких эпизодах второго и получила номинации на премию «Эмми» в категории «За лучшую женскую роль второго плана в драматическом телесериале» в 1994, и в категории «Лучшая приглашённая актриса в драматическом телесериале» в 1995 году соответственно.
После ухода из «Полиции Нью-Йорка» в 1994 году, Бреннеман начала карьеру в полнометражном кино. В 1995 году она появилась в фильмах «Каспер» и «Схватка», а год спустя сыграла главную женскую роль в фильме «Дневной свет» с Сильвестром Сталлоне. Она также снялась в фильмах «Страх», «Невада», «Твои друзья и соседи», «Предместья» и «Женские тайны». Она вернулась на телевидении в качестве приглашённой звезды в четырёх эпизодах комедийного сериала «Фрейзер» в 1998 году.
В 1999 году Бреннеман выступила как создатель, продюсер и исполнительница главной роли в сериале «Справедливая Эми». Шоу рассказывало о разведённой матери-одиночке, которая работает судьёй по семейным делам в Хартфорде (штат Коннектикут). Шоу было основано на реальной жизни её матери, Фредерики Бреннеман. Сериал выходил на CBS в течение шести сезонов: с 19 сентября 1999 года по 3 мая 2005 года, стабильно собирая высокие рейтинги, а Бреннеман получила три номинации на «Золотой глобус» за лучшую женскую роль в телевизионном сериале — драма, а также три номинации на Премию «Эмми» за лучшую женскую роль в драматическом телесериале.
Бреннеман выиграла премию «Кинофестиваля в Локарно» в категории «Лучшая актриса» за роль в фильме «Девять жизней» 2005 года. Позже она снялась в фильмах «Жизнь по Джейн Остин» (2007) и «88 минут» (2008). В марте 2007 года она снялась в сериале «Анатомия страсти», а после исполнила одну из главных ролей в его спин-оффе «Частная практика». Сериал завершился в начале 2013 года, после шести сезонов. В июне 2013 года, Бреннеман была приглашена на главную женскую роль в сериал канала HBO «Оставленные» c Джастином Теру.

## Личная жизнь
В 1995 году Бреннеман вышла замуж за режиссёра Брэда Силберлинга, у них двое детей: дочь Шарлотта Такер Силберлинг (род. 20.03.2001) и сын Боди Расселл Силберлинг (род. 08.06.2005).

## Фильмография

### Фильмы
| Год  | Название на русском                       | Название на английском                     | Роль                | Примечания                                                                                                  |
| ---- | ----------------------------------------- | ------------------------------------------ | ------------------- | --- |
| 1995 | Прощай, любовь                            | Bye Bye Love                               | Сьюзан Голдман      | |
| 1995 | Каспер                                    | Casper                                     | Амелия Харви        | |
| 1995 | Схватка                                   | Heat                                       | Иди                 | |
| 1996 | Страх                                     | Fear                                       | Лаура Уокер         | |
| 1996 | Дневной свет                              | Daylight                                   | Мадлен Томпсон      | |
| 1997 | Невада                                    | Nevada                                     | Кристи              | Также продюсер                                                                                              |
| 1997 | Темные лошадки                            | Lesser Prophets                            | Энни                | |
| 1998 | Город ангелов                             | City of Angels                             | Ангел               | Камео |
| 1998 | Твои друзья и соседи                      | Your Friends & Neighbors                   | Мэри                | |
| 1999 | Мэри Кассат: Американская импрессионистка | Mary Cassatt: An American Impressionist    | Мэри Кассат         | Телефильм                                                                                                   |
| 1999 | Короли рока                               | The Suburbans                              | Грейс               | |
| 1999 | Женские тайны                             | Things You Can Tell Just by Looking at Her | Детектив Кэти Фабер | |
| 2003 | Вне карты                                 | Off the Map                                | Бо Гродин           | |
| 2005 | Девять жизней                             | Nine Lives                                 | Лорна               | Премия кинофестиваля в Локарно за лучшую женскую роль Номинация — Премия «Готем» за лучший актёрский состав |
| 2007 | Жизнь по Джейн Остин                      | The Jane Austen Book Club                  | Сильвия Авила       | |
| 2007 | 88 минут                                  | 88 Minutes                                 | Шелли Барнс         | |
| 2008 | Скачивая Нэнси                            | Downloading Nancy                          | Кэрол               | |
| 2009 | Мать и дитя                               | Mother and Child                           | Доктор Стоун        | |
| 2013 | Лицо любви                                | The Face of Love                           |                     | |
| 2013 | Любовь в словах и картинках               | Words and Pictures                         | Элспет              | |
| 2021 | Малышка                                   | Sweet Girl                                 | Диана Морган        | |

### Телевидение
| Год       | Название на русском   | Название на английском | Роль                    | Примечания |
| --------- | --------------------- | ---------------------- | ----------------------- | --- |
| 1992      | Она написала убийство | Murder, She Wrote      | Эми Уэйнрайт            | 1 эпизод |
| 1992      | Средневековье         | Middle Ages            | Бланш                   | Регулярная роль, 6 эпизодов |
| 1993-1994 | Полиция Нью-Йорка     | NYPD Blue              | Детектив Дженис Ликасли | Регулярная роль, 24 эпизода Номинация — Премия «Эмми» за лучшую женскую роль второго плана в драматическом телесериале (1994) Номинация — Премия «Эмми» в категории «Лучшая приглашённая актриса в драматическом телесериале» (1995) |
| 1998-1999 | Фрейзер               | Frasier                | Фэй Московиц            | 4 эпизода |
| 1999-2005 | Справедливая Эми      | Judging Amy            | Эми Мэдисон Грэй        | Регулярная роль, 138 эпизодов, также создатель и исполнительный продюсер Премия TV Guide за лучшую женскую роль (2000, 2001) Номинация — Премия «Эмми» за лучшую женскую роль в драматическом телесериале (2000—2002) Номинация — Премия «Золотой глобус» за лучшую женскую роль в телевизионном сериале — драма (2000—2002) Номинация — Премия Гильдии киноактёров США за лучшую женскую роль в драматическом сериале (2003) Номинация — Премия Гильдии продюсеров США за лучшее производство сериала со сценарием (2000) Номинация — Премия Viewers for Quality Television за лучшую женскую роль в драматическом телесериале (2000) |
| 2007      | Анатомия страсти      | Grey’s Anatomy         | Доктор Виолетт Тернер   | 2 эпизода, встроенный пилотный эпизод сериала «Частная практика» |
| 2007-2013 | Частная практика      | Private Practice       | Доктор Виолетт Тернер   | Регулярная роль, 111 эпизодов |
| 2014-2015 | Царство               | Reign                  | Мария де Гиз            | 3 эпизода |
| 2014—2017 | Оставленные           | The Leftovers          | Лори Гарви              | Главная роль; 20 эпизодов |
| 2016      | Завтра не наступит    | No Tomorrow            | саму себя               | 4-й эпизод («Никаких запретов») |
| 2022      | Старик                | The Old Man            | Зои МакДональд          | |